# Julija Szanyina
Julija Szanyina (ukránul: Юлія Саніна; Kijev, 1990. november 10. –) ukrán énekesnő, a The Hardkiss nevű alternatívrock-együttes énekesnője.

## Élete és pályafutása
Szülei zenészek, gyermekkorában nagy hatással volt rá a dzsessz. A Tarasz Sevcsenko Kijevi Nemzeti Egyetemen tanult folklorisztika szakon, 2013-ban szerzett mesterdiplomát. Egyetemi tanulmányai alatt kezdte el érdekelni az újságírás is.
2006 és 2008 között a Sister Siren nevű együttes énekesnője volt.
2011-ben Valerij Bebkóval Val & Sanina néven hozott létre duót, majd nem sokkal később The Hardkissre változtatták a nevüket, és rockegyüttessé alakultak át. 2011 novemberében a Hurts együttes előzenekara voltak.
2012 februárjában leszerződtette őket a Sony BMG. 2014-ben Szanyina vlogolni kezdett a YouTube-on az életéről és az együttes mindennapjairól. 2016-ban az énekesnő az ukrán X Factor zsűritagja lett.

## Magánélete
Szanyina 2010-ben ismerkedett meg Valerij Bebkóval, interjút készített a férfival, aki akkoriban az MTV Ukraine egyik producere volt. 2011-ben házasodtak össze, esküvőjüket hagyományos ukrán stílusban rendezték. 2015-ben fiuk született, aki a Danilo nevet kapta.

## Stílusa
Szanyina nagy figyelmet fordít az öltözködésre, az ő és együttese stílusát Szlava Csajka (Слава Чайка) és Vitalij Dacjuk (Віталій Дацюк) alakítja. Az együttes feltörekvő fiatal divattervezőkkel is dolgozik. Szanyina kedvenc divattervezői közé tartozik Alexander McQueen, Vivienne Westwood és Gareth Pugh. Hétköznap szívesen viseli a Diesel, H&M és a Topshop ruháit.

## Fordítás
- Ez a szócikk részben vagy egészben  a   Julia Sanina című angol Wikipédia-szócikk ezen változatának fordításán alapul.  Az eredeti cikk szerkesztőit annak laptörténete sorolja fel. Ez a jelzés csupán a megfogalmazás eredetét és a szerzői jogokat jelzi, nem szolgál a cikkben szereplő információk forrásmegjelöléseként.

| Előző Laura Pausini, Alessandro Cattelan és Mika (2022) | Az Eurovíziós Dalfesztivál házigazdája 2023 (Graham Nortonnal, Hannah Waddinghammel és Alesha Dixonnal közösen) | Következő Malin Åkerman és Petra Mede (2024) |